# Hafnia alvei
Hafnia alvei — вид грам-негативних бактерій родини Hafniaceae. Це анаеробні паличкоподібні бактерії червоного кольору. Належить до нормальної мікробіоти кишки людини, хоча у дуже рідкісних випадках може бути частиною патогенних об'єднань у людей з ослабленим імунітетом. При цьому вид є стійким до антибіотиків.
У промисловості бактерія використовується у заквасці для виробництва сирів, а також як пробіотик входить до складу харчових добавок.